# 匠戶
匠戶，是元朝諸色戶計（戶籍制度）的一種。明朝保留了下来。
元朝政府強迫人民必須世襲其職業，匠戶由於有特殊技能，尤其受到重視。匠戶在戶籍上自成一類，必須在官府的手工業局、院中服務，接受官府管理，不許任意改變戶籍。有些富裕工匠成為匠官。
由於所分配到的工作與個人專長未必相符，又不能改變，許多匠戶常被迫自行出錢雇別人代工，沉重的負擔往往使匠戶家破人亡：如明太祖朱元璋的父、祖本為「淘金戶」，但因家鄉已無金可淘，被迫種田購買黃金交差，不久即破產，全家逃亡。